# Calcestruzzo proiettato

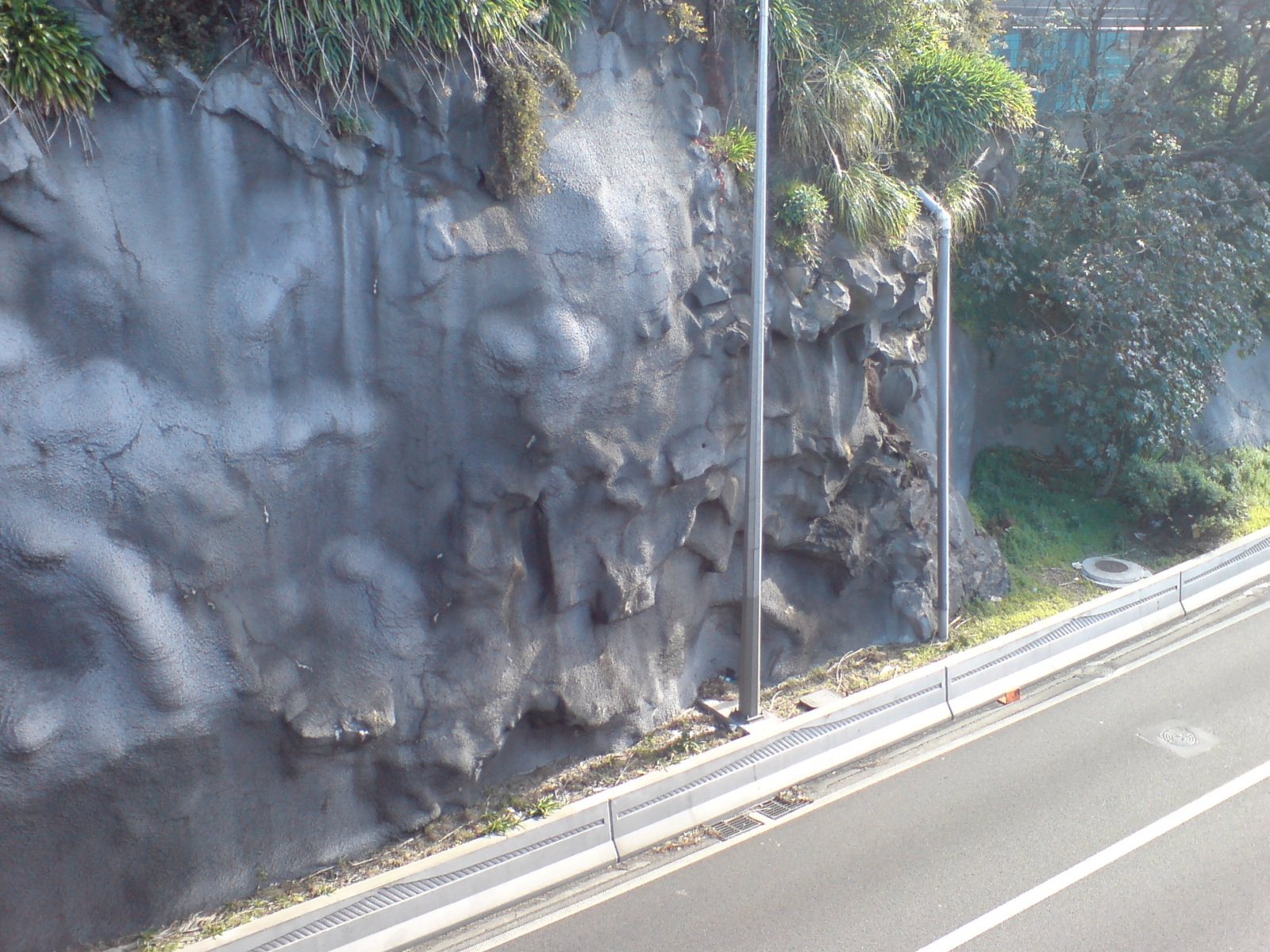
Parete rocciosa consolidata con calcestruzzo spruzzato, lungo un'autostrada neozelandese

La tecnologia del calcestruzzo proiettato o calcestruzzo spruzzato (chiamato anche sprayed concrete o shotcrete in inglese o Spritzbeton in tedesco) consiste nello spruzzo, mediante una lancia ad aria compressa, di una miscela cementizia additivata con prodotti acceleranti di presa. Questi ultimi consentono l'aggrappo istantaneo del conglomerato nel momento in cui raggiunge la superficie di applicazione garantendo una massa compatta e omogenea.
Lo spritzbeton erroneamente viene anche definito gunite (dall'inglese to gun), che in realtà è una malta spruzzata, con un tenore di cemento più alto; la gunite ha in genere una granulometria massima di 4 mm, ed è usata soprattutto per impermeabilizzazioni e rivestimenti sottili.
Il calcestruzzo proiettato è utilizzato nelle opere di ingegneria civile in cui è richiesta la messa in opera di calcestruzzo in assenza di casseforme su strati successivi e quando sono richieste resistenze meccaniche elevate a brevissima scadenza.
La tecnologia del calcestruzzo a proiezione originariamente fu ideata come rivestimento provvisorio per il consolidamento e protezione primaria nelle opere sotterranee.
Attualmente viene sempre più considerato anche come rivestimento portante definitivo grazie allo sviluppo della tecnologia dei materiali, in questo caso, come in tutti i casi in cui lo spritzbeton ha funzioni strutturali, le caratteristiche meccaniche devono soddisfare le prescrizioni della legislazione vigente sui calcestruzzi ordinari. 
Esistono un'infinità di variabili che possono influire direttamente o indirettamente sulle caratteristiche dello spritzbeton. 
Fra queste la base chimica dell'additivo accelerante (allo stato solido o liquido) ha un ruolo di vitale importanza sul risultato finale, sia dal punto di vista della qualità esecutiva (sfridi, produttività polveri) che da quello del raggiungimento di caratteristiche meccaniche (resistenza, impermeabilità) del calcestruzzo a proiezione.
La resistenza a compressione del calcestruzzo proiettato, caratterizzato da classi di resistenza comprese tra 15 e 40 MPa (UNI EN 206-1), è valutata su provini estratti mediante carotaggio dal calcestruzzo in opera.

## Procedimenti
I procedimenti di proiezione dello spritzbeton sono:
- per via secca
- per via umida.

Nel procedimento a secco l'impasto viene chiamato miscela asciutta ed è costituito da un miscuglio di inerti asciutti, o naturalmente umidi, e di legante, cui l'acqua di addizione viene aggiunta solo nella lancia mentre nel procedimento a umido, che è anche il più utilizzato, si utilizza un impasto già contenente l'acqua di addizione.

Il convogliamento della miscela nella tubazione di trasporto può avvenire principalmente secondo due diverse tecniche:
- a flusso denso o compatto dove la miscela base (cemento, acqua, aggiunte, aggregati, eventuali additivi e fibre) è immessa in una pompa meccanica;
- a flusso aerato o diluito dove la miscela base è immessa in una pompa pneumatica.

La miscela viene, in ambo i casi, convogliata fino alla lancia di proiezione, che è posto alla fine della tubazione,  ove sono introdotti: nel procedimento a secco l'acqua di addizione mentre in quello a umido aria compressa, per aumentare la velocità di uscita, ed eventuali additivi liquidi.

Il convogliamento a flusso aerato o diluito è quello prevalentemente utilizzato nel procedimento a secco; trasporta i costituenti la miscela sospesi in una corrente d'aria compressa.

Il convogliamento a flusso compatto o denso, è usato nel procedimento a umido e consiste nel trasporto di un flusso continuo e compatto di miscela mediante pressione pneumatica, pistoni e coclee.

Anche qui occorre l'aggiunta di aria compressa nella lancia per sciogliere ed accelerare il materiale di spruzzo.